# Sirene (Schiff, 1868)
Die Sirene war ein Fahrgastschiff, das zeitweise in Berlin beheimatet war.

## Geschichte
Das Schiff wurde 1868 unter der Baunummer 173 auf der Reiherstiegwerft in Hamburg gebaut und war auch zunächst in dieser Stadt beheimatet. Es gehörte H. E. Justus und trug den Namen Gustafadolph oder Gustaf Adolph. Laut Uwe Gieslers Schiffsdatenbank war das Schiff zunächst 18,3 Meter lang und 4,2 Meter breit und hatte einen Tiefgang von 1 Meter. Es konnte 148 Fahrgäste befördern. Seine Dampfmaschine leistete 65 PS. 1909 wurde es umgebaut und auf den Namen Sirene umgetauft. Nach dem Umbau war das Schiff laut Giesler 27,2 Meter lang, aber nur noch 3,93 Meter breit bei einem Tiefgang von 1,3 Metern. Die maximale Fahrgastzahl war auf 210 gestiegen. 
1920 gelangte die Sirene in den Besitz der Hochbahn AG in Hamburg. Dort wurde sie unverändert genutzt, bis sie im Februar 1931 nach Berlin kam. Der erste Berliner Besitzer des Schiffes war Wilhelm Klempin. Die Reederei Klempin & Seel hatte ihre Abfahrtsstelle an der Michaelbrücke. Sie ersetzte die Sirene alsbald durch die deutlich größere Loreley, einen Doppelschraubendampfer, der 1912 bei den Gebr. Wiemann gebaut worden war.
Noch in den 1930er-Jahren ging die Sirene daher in die Hände von Wilhelm Sprigade junior über, der sie kurzfristig auf der Oberspree und der Unterhavel einsetzte. Doch auch bei Sprigade blieb das Schiff nicht lange. Groggert erklärt, dass Sprigade in der Hauptsache Schiffsmakler gewesen sei. Laut Groggert gab Sprigade das Schiff an die Reederei Palm in Fürstenberg in Mecklenburg weiter, die es 1936 nach Bromberg verkauft habe. Von dort sei es 1940 nach Danzig weitergegeben worden. Nach dem Krieg sei das Schiff wieder nach Berlin geraten und durch die Hände verschiedener Eigner gegangen, ehe es vom VEB Deutsche Schiffahrts- und Umschlagbetriebe übernommen worden und von der Jannowitzbrücke aus eingesetzt worden sei. Während der Kriegszeit habe sich das Aussehen der Sirene insofern verändert, als sie einen dickeren Schornstein erhalten habe. Die Aufbauten seien aber bis 1955 unverändert geblieben.
Gieslers Aufzeichnungen über die Schicksale des Schiffes stimmen ab der Phase bei Sprigade nicht ganz mit Groggerts Ausführungen überein. 
Laut Giesler kam die Sirene noch in den 1930er-Jahren von Berlin nach Brettin und fuhr dort bis 1938 für Ernst Jäger. Der nächste Betreiber des Schiffes war auch laut Giesler Heinrich Palm in Fürstenberg. Möglicherweise hieß das Schiff ab 1944 kurzfristig Günther; laut Giesler erfolgte dazu aber kein Registereintrag. 1946 war das Schiff, nach wie vor in Palms Besitz in Fürstenberg, offenbar mit einer neuen Maschine ausgestattet worden, denn Gieslers Datenbank verzeichnet jetzt eine Leistung von 80 PS. Gleichzeitig war Gieslers Aufzeichnungen zufolge die Höchstzahl der Fahrgäste 1946 auf 165 reduziert worden, im Jahr darauf allerdings sollen wieder 213 Fahrgäste zugelassen gewesen sein. Die Höchstzahl von 165 Fahrgästen nennt auch Groggert, allerdings für das Jahr 1935, als das Schiff in den Händen Wilhelm Sprigades war.
Das Schiff hatte in der DDR die Nationale Schiffskennung 3-123. Ab 1949 fuhr es auch nach Gieslers Notizen für den VEB Deutsche Schiffahrts- und Umschlagbetriebe (DSU) und war wieder in Berlin beheimatet, wo es bis 1956 im Einsatz blieb. Wahrscheinlich wurde es bald nach seiner Außerdienststellung verschrottet.